# Пиер Делин
Пиѐр Делѝн (на френски: Pierre Deligne) е белгийски математик.
Пиер Делин е роден на 3 октомври 1944 година в Етербек край Брюксел. През 1966 година завършва Брюкселския свободен университет, а през 1968 година защитава докторат в Института за висши научни изследвания край Париж. Остава да работи в института до 1984 година, когато се премества в Института за съвременни изследвания в Принстън. Работи главно в областта на алгебричната геометрия, теорията на числата и абстрактната алгебра.
Пиер Делин получава Филдсов медал през 1978 година, Волфова награда през 2008 година и Абелова награда през 2013 година, ставайки четвъртият математик, отличен и с трите награди.
1. ↑  www.ias.edu //   Посетен на 30 май 2022 г.